# Sylvain Lafrance
Sylvain Lafrance CM  
Sylvain Lafrance est un journaliste et dirigeant de média canadien. Avec une carrière s’étendant sur plus de trois décennies à la Société Radio-Canada, Sylvain Lafrance a su faire sa marque comme expert dans les domaines de la gestion des médias et des communications. Avant de quitter l’organisation en 2011, il a occupé le poste de Vice-Président principal des services français, où il a mené l’intégration des services de radio, télévision et Internet de la société d’État. Sous sa direction, CBC/Radio-Canada a lancé des projets innovants , tels que la plateforme TOU.TV, marquant le début de l’ère numérique pour le diffuseur public.
Après quoi, Sylvain Lafrance a rejoint HEC Montréal en tant que professeur associé et directeur du Pôle Médias où il continue d’influencer le paysage médiatique par son expertise. Il a aussi été pendant huit ans Directeur de la revue « Gestion », une publication trimestrielle et numérique traitant des grandes tendances dans le monde du management.
Monsieur Lafrance a aussi laissé sa marque comme Président du Conseil des arts et des Lettres du Québec et comme membre du Conseil d ‘administration d’Attraction Médias. Sur la scène internationale, il  a présidé la Communauté des radios francophones publiques et a été membre du Conseil d’administration de TV5 Monde. Il préside maintenant le Conseil d’administration de Téléfilm Canada.
M.Lafrance a reçu plusieurs distinctions prestigieuses. Il est membre de l’Ordre du Canada, a été fait Chevalier de l’Ordre des arts et des lettres et Chevalier de la Légion d’honneur de la République Française, et a aussi été fait Chevalier de l’ordre de la Pléiade, une distinction remise par l’Assemblée parlementaire de la francophonie !

## Distinctions
- Chevalier de l’Ordre de la Pléiade, décerné par l’Assemblée parlementaire de la Francophonie,
- 2000 : chevalier de l’Ordre des Arts et des Lettres[1].
- 2007 : chevalier de la Légion d’honneur[2].
- 2013 : membre de l'Ordre du Canada